# Rhododendron wardii
Rhododendron wardii är en ljungväxtart som beskrevs av William Wright Smith. Rhododendron wardii ingår i släktet rododendron, och familjen ljungväxter. Utöver nominatformen finns också underarten R. w. puralbum.

## Bildgalleri

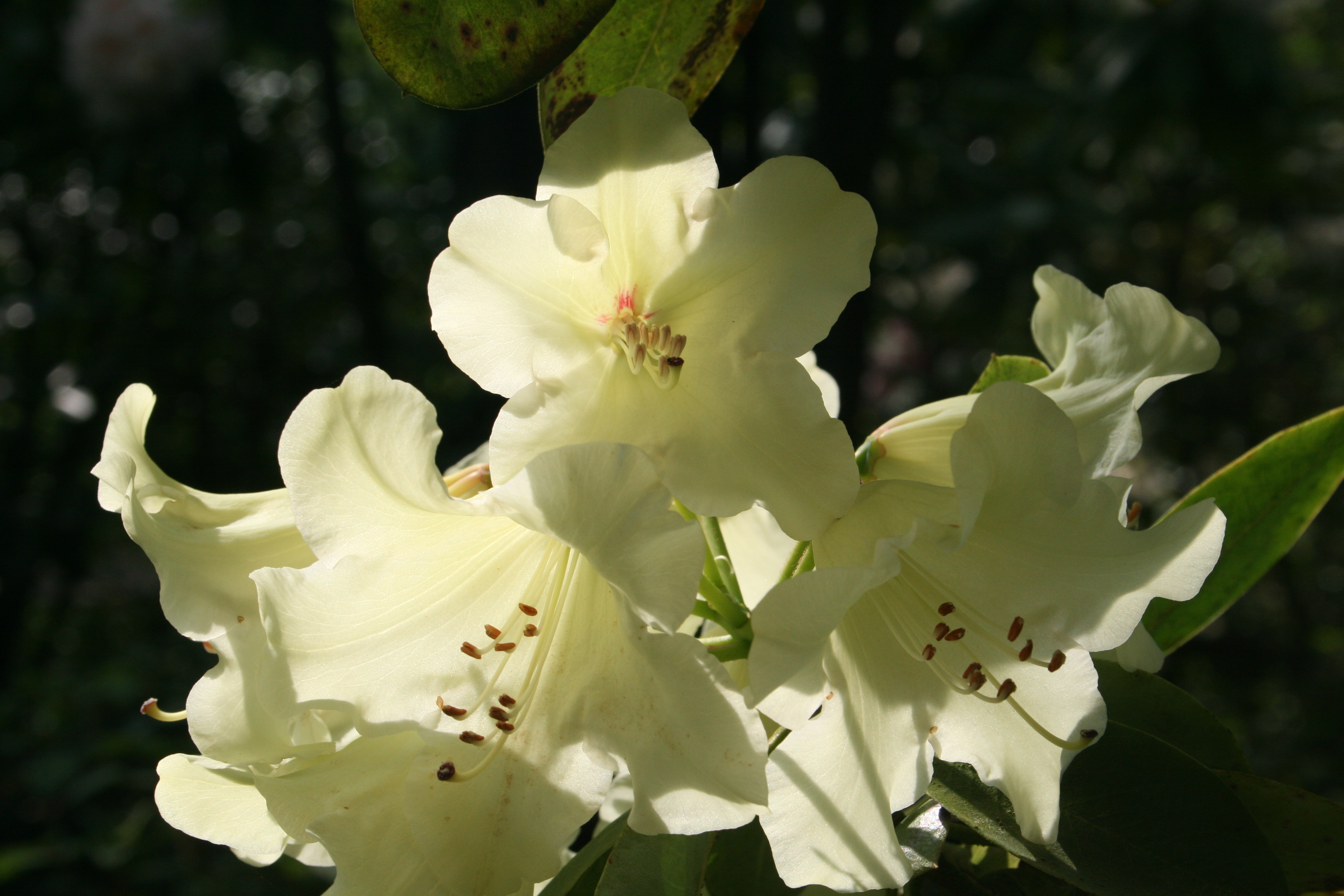